# Leszek Śliwa
Leszek Śliwa (ur. 20 września 1979) – polski lekkoatleta, który specjalizował się w pchnięciu kulą.

## Kariera sportowa
W 1998 uplasował się na dziesiątym miejscu podczas mistrzostw świata juniorów. Trzy lata później zdobył w Amsterdamie brązowy medal młodzieżowych mistrzostw Europy. Reprezentował Polskę na halowym czempionacie Starego Kontynentu w 2002 roku jednak nie awansował do finału. W 2003 zajął trzecią lokatę w światowych igrzyskach wojskowych. Uczestnik pucharu Europy oraz zimowego pucharu Europy w rzutach lekkoatletycznych. 
Medalista mistrzostw Polski seniorów ma w dorobku jeden złoty (Bydgoszcz 2001) oraz srebrne medale (Kraków 2000, Bydgoszcz 2004, Biała Podlaska 2005, Bydgoszcz 2006). Stawał na podium halowych mistrzostw kraju zdobywając jeden tytuł mistrzowski (Spała 2002). 
Rekordy życiowe: stadion – 19,90 (18 września 2004, Suwałki); hala – 20,02 (9 lutego 2002, Spała). Rezultat z 2002 roku (20,02) jest dziewiątym wynikiem w historii polskiej halowej lekkoatletyki.

## Osiągnięcia
| Rok  | Impreza                        | Miejsce       | Pozycja           | Wynik |
| ---- | ------------------------------ | ------------- | ----------------- | ----- |
| 1998 | Mistrzostwa świata juniorów    | Annecy        | 10. miejsce       | 16,49 |
| 2000 | I liga pucharu Europy          | Bydgoszcz     | 1. miejsce        | 19,62 |
| 2001 | Superliga pucharu Europy       | Brema         | 5. miejsce        | 18,85 |
| 2001 | Młodzieżowe mistrzostwa Europy | Amsterdam     | 3. miejsce        | 19,08 |
| 2002 | Halowe mistrzostwa Europy      | Wiedeń        | el. – 16. miejsce | 19,20 |
| 2002 | Zimowy puchar Europy w rzutach | Pula          | 2. miejsce        | 19,78 |
| 2002 | Superliga pucharu Europy       | Annecy        | 8. miejsce        | 18,73 |
| 2003 | Światowe igrzyska wojskowych   | Katania       | 3. miejsce        | 18,86 |
| 2005 | Zimowy puchar Europy w rzutach | Mersin        | 1. miejsce        | 19,17 |
| 2006 | Zimowy puchar Europy w rzutach | Tel Awiw-Jafa | 10. miejsce       | 18,87 |
| 2007 | Światowe igrzyska wojskowych   | Hajdarabad    | 6. miejsce        | 18,23 |